# Maria Cordtman
Maria Cordtman eller Cortman, död 6 juni 1740, var en svensk företagsledare och textilhandlare. 
Hon var dotter till detaljhandlaren Daniel Cordtman, och gifte sig första gången med lärftskrämaren Hans Groll eller Gråhl (d. 1712), med vilken hon hade åtminstone två söner, och andra gången med järnhandlaren Johan Isaac Kegenwardt (cirka 1688–1769).  Hennes make handlade med strömming, spannmål, tobak och viner.
Maria Cordtman bedrev storhandel med lärft (linne) både inom och utom landet separat från maken.  Hon sålde sina varor genom sin egen bod på Södermalm.  Cordtman var framgångsrik, och tillhörde gruppen av de 200 högsta taxerade i Stockholm.  
1734 års lag gjorde hennes namn osynligt i källorna, eftersom en gift kvinnas verksamhet från detta år legalt räknades in under makens, och det inte längre var lagligt för en gift kvinna att driva affärer utan sin makes tillstånd.  Denna lag om gifta kvinnors omyndighet förändrade kraftigt kvinnors villkor i affärsvärlden i Sverige, och Cordtman nämns ofta som ett exempel i samband med den.  Det är dock tydligt att hon även i fortsättningen skötte sitt företag, då hans företag efter det året taxerades för deras sammanlagda företags värde.  Att Maria Cordtman i praktiken fortsatte att sköta sin verksamheten märks under en rättstvist år 1740, då hon och inte hennes make stämdes inför Handelskollegiet av en handlande som ville stänga hennes bod på Södermalm, som hon då uppgavs sköta helt själv.  Hon fick vid en tidpunkt tillstånd att driva affärer själv trots sin gifta status, genom att bli en kontingentborgare. Hon utgör efter 1734 ett sällsynt exempel på en gift kvinna som skötte affärer trots lagen om gifta kvinnors omyndighet.